# N51 (Luxemburg)
De N51 (Luxemburgs: Nationalstrooss 51) is een nationale weg in de stad en het land Luxemburg. De route heeft een lengte van ruim 6 kilometer.

## Traject
De route begint bij de afrit 8 van de A1 E44 E29 en heet achtereenvolgend: Avenue J.F. Kennedy, Boulevard Robert Schuman, Boulevard de la Foire en Boulevard Grand-Duchesse Charlotte. De route eindigt bij een kruising met de N4 en de N5a. Tussen de A1 en de Groothertogin Charlottebrug is de route uitgevoerd als doorgaande weg met aan beide zijdes een parallelweg. Tevens ligt langs dit gedeelte (inclusief Groothertogin Charlottebrug) de in december 2017 geopende tramlijn T1 van Luxemburg. Het stuk tussen de CR217 en de N4 is de route ingericht als eenrichtingsverkeersweg naar de N4 toe. Verkeer in de andere richting maakt gebruik van de CR211.

## N51a
De N51a is een ongeveer 850 meter lange verbindingsweg van de N51 naar de A1 toe. De route is bedoeld voor het doorgaande verkeer van de N51 dat in zuidelijke richting de A1 op wil.
N1 ·
N2 ·
N3 ·
N4 ·
N5 ·
N6 ·
N7 ·
N8 ·
N10 ·
N11 ·
N12 ·
N13 ·
N14 ·
N15 ·
N16 ·
N17 ·
N18 ·
N19 ·
N20 ·
N21 ·
N22 ·
N23 ·
N24 ·
N25 ·
N26 ·
N27 ·
N28 ·
N31 ·
N32 ·
N33 ·
N34 ·
N35 ·
N37 ·
N38
N50 ·
N51 ·
N52 ·
N53 ·
N55 ·
N56 ·
N57